# 凯尔茜·科特雷尔
凯尔茜·科特雷尔（英語：Kelsey Cottrell，1990年5月31日—），澳大利亚女子草地滚球运动员。她曾代表澳大利亚参加2010年、2014年和2018年英联邦运动会草地滚球比赛，获得一枚金牌、一枚银牌和一枚铜牌。